# Twardogóra

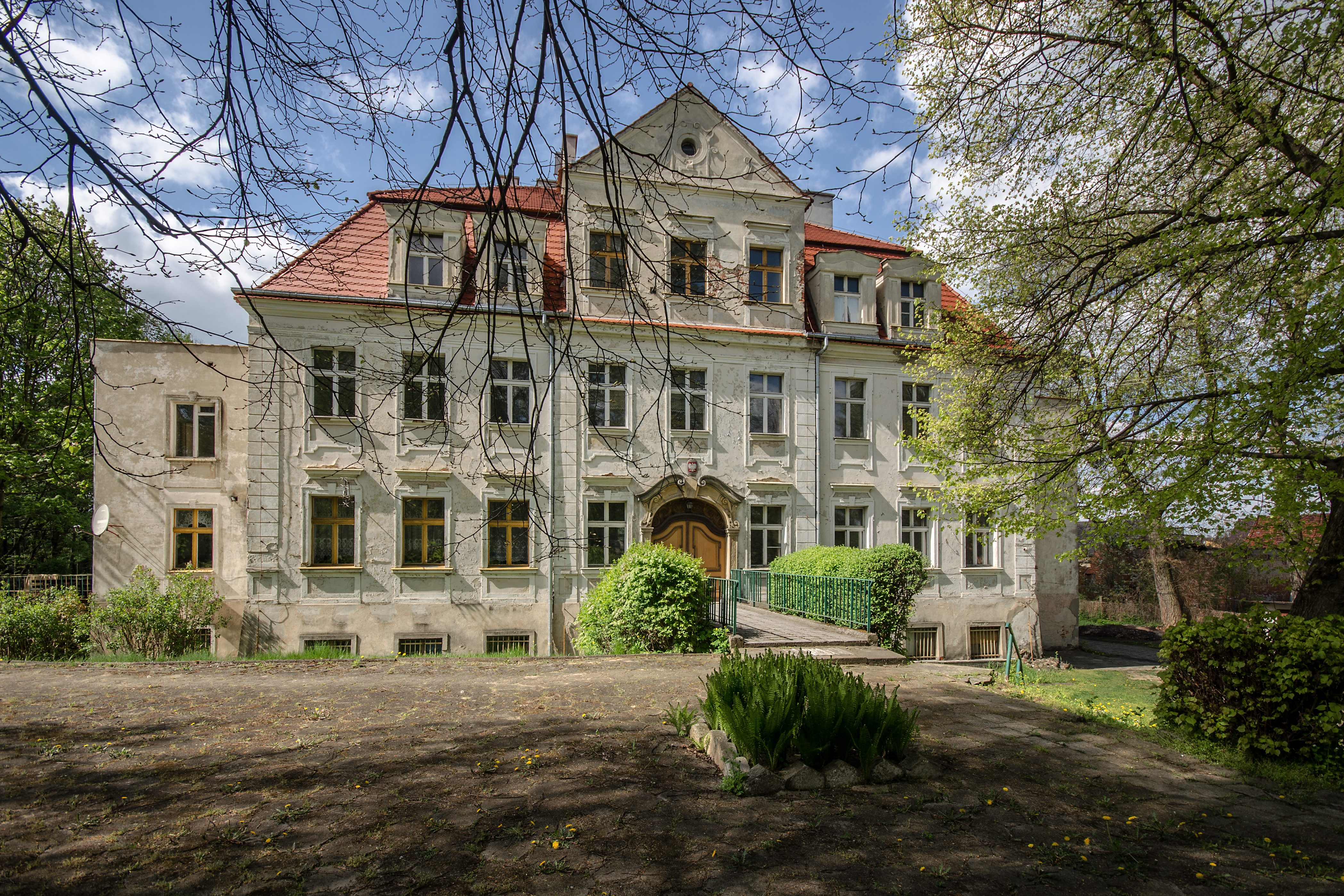
Schloss Festenberg

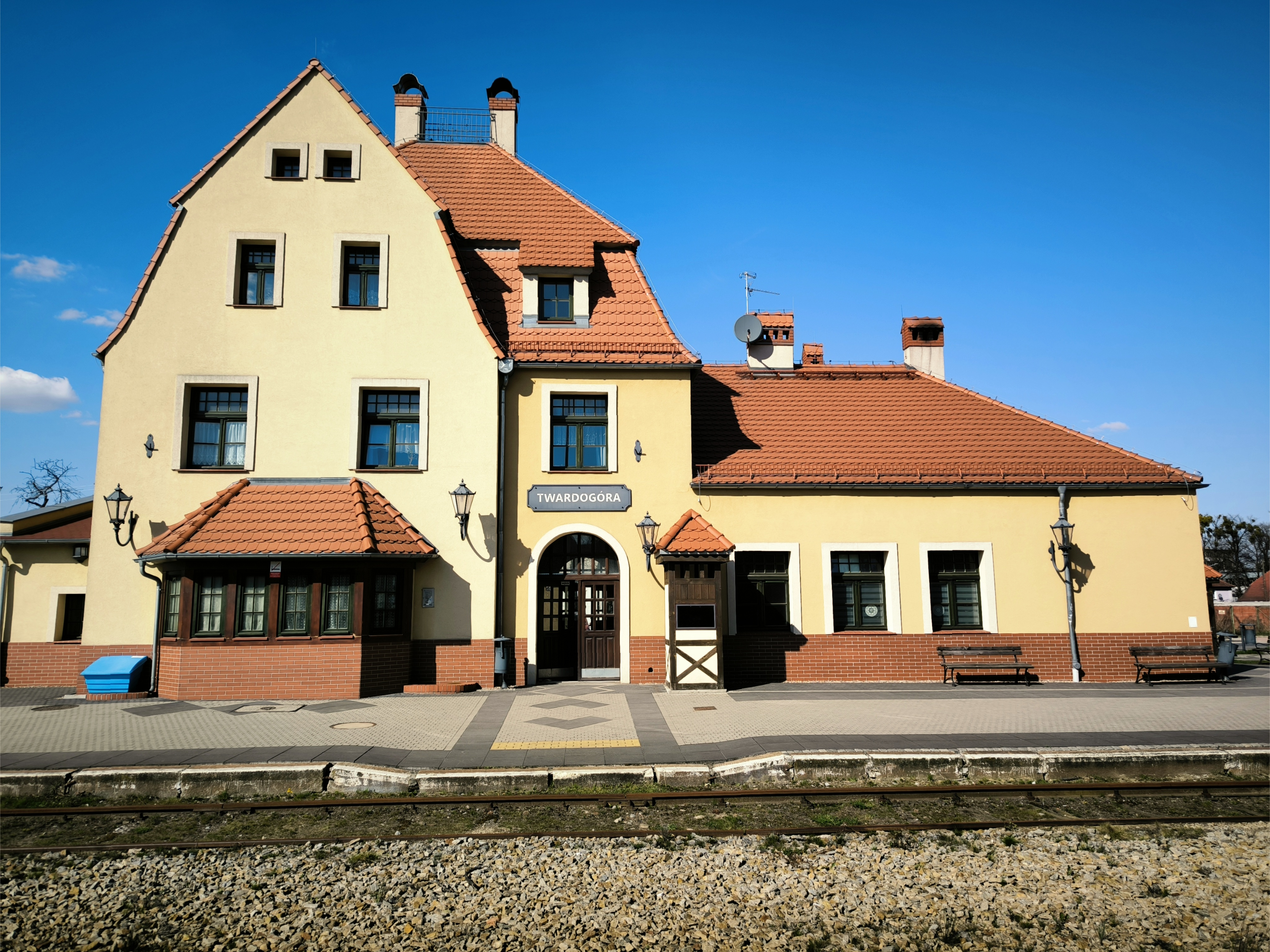
Bahnhof in Twardogóra

Twardogóra [tfardɔ'gura] (deutsch Festenberg) ist eine Stadt im Powiat Oleśnicki der Woiwodschaft Niederschlesien in Polen. Sie ist Sitz der gleichnamigen Stadt-und-Land-Gemeinde mit 12.889 Einwohnern (Stand 31. Dezember 2020). Sie liegt an der Bahnstrecke Ostrów Wielkopolski–Grabowno Wielkie, die im Ort Grabowno Wielkie in die Bahnstrecke Oleśnica–Chojnice mündet.

## Geographische Lage
Twardogóra liegt am Nordhang des Katzengebirges, etwa 18 Kilometer nordwestlich von Syców (Groß Wartenberg) und 40 Kilometer nordöstlich von Breslau. In der hügeligen Landschaft finden sich zahlreiche Findlinge. Zum Gemeindegebiet gehört das Moorgebiet Grabowno Wielkie („Rezerwat torfowisko koło Grabowna Wielkiego“), im Norden am Landschaftspark des Bartschbruches („Park Krajobrazowy Dolina Baryczy“).

## Geschichte
Festenberg entstand als Marktort an einer Handelsstraße von Breslau nach Posen. Erstmals urkundlich erwähnt wurde „Vestenberg“, als es am 1. September 1293 vom Glogauer Herzog Heinrich III. das Neumarkter Stadtrecht erhielt. Nach Herzog Heinrichs Tod gelangte es an das Herzogtum Oels, dessen erster Herzog Konrad I. war. Er übergab sein Herzogtum 1329 als ein Lehen an die Krone Böhmen, was 1335 mit dem Vertrag von Trentschin bestätigt wurde. Nachdem die Stadt während der Hussitenkriege (1432–1434) in Mitleidenschaft gezogen wurde, errichteten die Bewohner gegen Ende des 15. Jahrhunderts einen Verteidigungsbau, der die Stadt vor weiteren Zerstörungen bewahren sollte und 100 Jahre später durch eine Burg ersetzt wurde. 1495 gelangte Festenberg zusammen mit dem Herzogtum Oels an Herzog Heinrich d. Ä., der dem Münsterberger Zweig der Herren von Podiebrad entstammte.
Nach dem Tod des Herzogs Karl Friedrich I. 1647 gelangte Festenberg zusammen mit dem Herzogtum Oels 1649 an Herzog Silvius I. Nimrod, der dem Haus Württemberg-Weiltingen entstammte. Eleonore, die Gattin Herzog Sylvius Friedrich I., erwarb sich besondere Verdienste um die weitere Entwicklung und den Ausbau Festenbergs. Mit dem Oberring ließ sie einen zweiten Marktplatz mit der evangelischen Kirche „Zum Kripplein Christi“ anlegen und die Festenberger Burg zu einem Barockschloss umgestalten, wodurch Festenberg erstmals einen städtischen Charakter annahm. Zudem wurde die Stadt für 100 Jahre von jeglichen Abgaben befreit.
Damals entwickelte sich die Tuchmacherei zum wichtigsten Erwerbszweig Festenbergs. Besonders die Festenberger Juden, die seit dem 17. Jahrhundert aus Polen geflüchtet waren und sich in der Stadt niedergelassen hatten, waren in diesem Handwerk tätig. Sie besaßen in Festenberg neben einer Schule auch einen Friedhof auf dem so genannten Judenberg, der nach dem Zweiten Weltkrieg eingeebnet wurde. Nach dem Ersten Schlesischen Krieg 1742 fiel Festenberg an Preußen. 1743 wurde es von Heinrich von Reichenbach erworben, der es 1744 seiner Standesherrschaft Goschütz eingliederte. Mitte des 19. Jahrhunderts erlebte die Tuchindustrie wegen Wassermangels und der Abwanderung der meisten Handwerker in die neuen großen Textilindustriegebiete, vor allem in und um Lodz, einen Niedergang.
Als Ersatz entwickelte sich die Holzverarbeitungsindustrie zum Hauptwirtschaftszweig, weshalb Festenberg später auch den volkstümlichen Beinamen „Tischlerstadt“ erhielt. Im 19. Jahrhundert weitete sich die Stadtbebauung aus, so dass zwei neue Friedhöfe der katholischen und evangelischen Gemeinde außerhalb der Stadt, anstelle der früheren innerstädtischen Friedhöfe, angelegt wurden. Mit fortschreitender wirtschaftlicher Entwicklung wurde 1901 eine Wasserleitung angelegt, 1910 wurde die Stadt elektrifiziert und 1908 erfolgte der Anschluss an das Eisenbahnnetz. Ausdruck dieser Entwicklung waren auch neue Institutionen wie eine Bank, eine Druckerei, das Amtsgericht samt Gefängnis und das Rathaus am Ring, die vor dem Ersten Weltkrieg in Festenberg entstanden. Das Stadtgebiet von Festenberg vergrößerte sich 1908 und 1912 als der gesamte Gutsbezirk Alt Festenberg und 1910 die Landgemeinde Alt Festenberg (1895: 668 Einwohner) eingemeindet wurden.
Festenberg gehörte zum Kreis Wartenberg (ab 1888: Kreis Groß Wartenberg).
Im Zweiten Weltkrieg wurde Festenberg am 23. Januar 1945 von der Roten Armee besetzt und fiel nach Kriegsende 1945 an Polen. Anschließend wurde es in Twardogóra umbenannt. 1945/46 wurden die deutschen Bewohner, soweit sie nicht schon vorher geflohen waren, von der örtlichen polnischen Verwaltungsbehörde aus Festenberg vertrieben. Die neu angesiedelten Bewohner waren zum Teil Vertriebene aus Ostpolen, das an die Sowjetunion gefallen war.

## Bevölkerungsentwicklung
| Jahr | Einwohner | Anmerkungen                                              |
| ---- | --------- | -------------------------------------------------------- |
| 1786 | 1175      |                                                          |
| 1875 | 2153      | [ 1 ]                                                    |
| 1880 | 2211      | [ 1 ]                                                    |
| 1885 | 2201      |                                                          |
| 1890 | 2335      | davon 1907 Evangelische, 382 Katholiken und 46 Juden     |
| 1900 | 2315      | meist Evangelische                                       |
| 1910 | 3350      | am 1. Dezember, Gutsbezirk Alt Festenberg: 141 Einwohner |
| 1925 | 3385      | [ 1 ]                                                    |
| 1933 | 3805      | [ 1 ]                                                    |
| 1939 | 3870      | [ 1 ]                                                    |
| 1944 | ~4500     |                                                          |
| 1969 | 4200      |                                                          |
| 2004 | 6869      | am 31. Dezember                                          |
| 2005 | 6905      | am 31. Dezember                                          |

## Gemeinde
Zur Stadt-und-Land-Gemeinde Twardogóra gehören die Stadt selbst und 19 Dörfer mit Schulzenämtern.

## Sehenswürdigkeiten
- Das barocke Schloss Festenberg geht auf einen Wehrbau aus dem 14. Jahrhundert zurück und wurde im 18. Jahrhundert samt Schlosspark in seiner heutigen Form errichtet. Im Park befindet sich eine barocke Herkulesstatue, die aus dem verwüsteten Schloss Goschütz stammt.
- Am Festenberger Ring finden sich noch zahlreiche Häuser aus dem 18./19. Jahrhundert sowie das Gerichtsgebäude von 1902, das heute das Rathaus beherbergt.
- Die evangelische Kirche der Heiligen Dreifaltigkeit und St. Maria stammt wahrscheinlich aus der ersten Hälfte des 16. Jahrhunderts. 1592 wurde der erste Pastor eingestellt und um 1610 erfolgte die Gründung einer selbstständigen Pfarrei. Bald darauf wurde die Kirche durch einen hölzernen Neubau ersetzt, der ab 1690, als in der Stadt eine zweite evangelische Kirche folgte, als Filialkirche diente. 1725 wurde die Kirche wegen Baufälligkeit renoviert und von 1877 bis 1879 in ihrer heutigen, rechteckigen Form als neugotischer Fachwerkbau neu ausgeführt. Die barocke Ausstattung des Vorgängerbaus wurde dabei übernommen. Bis 1945 wurde der Kirchenbau als Kapelle genutzt, seitdem ist er mangels evangelischer Kirchengemeinde ungenutzt.
- Die katholische Maria-Hilf-Kirche (kościół parafialny pw. M.B. Wspomożenia Wiernych) entstand von 1688 bis 1690 als Kirche „Zum Kripplein Christi“ auf dem Oberring und war damals die zweite Festenberger evangelische Kirche. Der hölzerne Saalbau mit zweistöckigen Emporen auf kreuzförmigen Grundriss wurde neue Pfarrkirche und diente zugleich als Grenzkirche für die Protestanten der anliegenden katholischen Gebiete Schlesiens. 1873 fiel sie einem Brand zum Opfer, woraufhin 1874 nach Plänen Carl Johann Lüdeckes ein großer neugotischer Kirchenbau aus Backstein errichtet wurde. Der kreuzförmige Grundaufbau wurde wieder aufgegriffen und durch einen wuchtigen Frontturm ergänzt. Nach 1945 wurde die Kirche von der katholischen Pfarrgemeinde übernommen, umgebaut und später in den Rang einer Basilica minor erhoben.

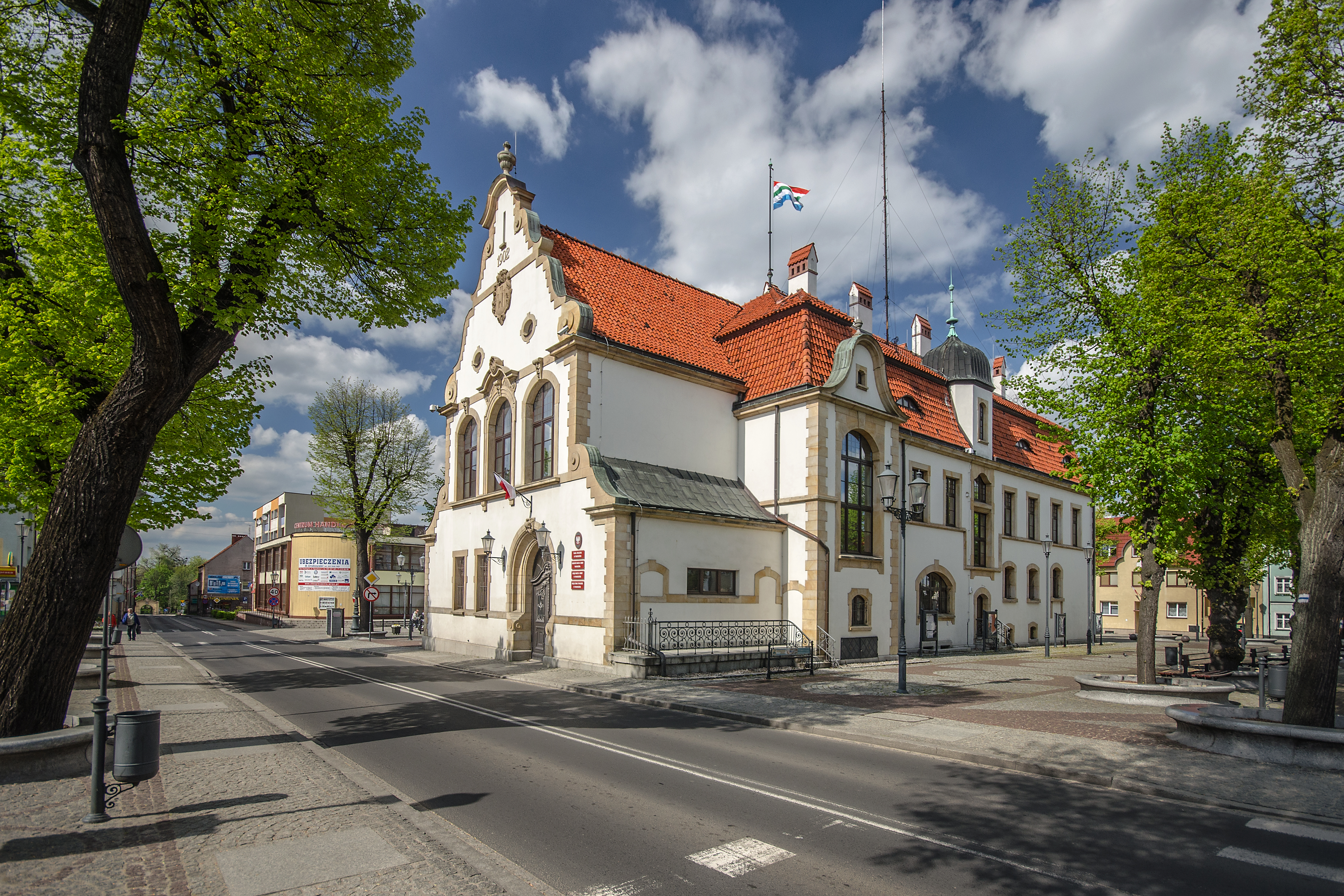
Rathaus in Festenberg (Niederschlesien)
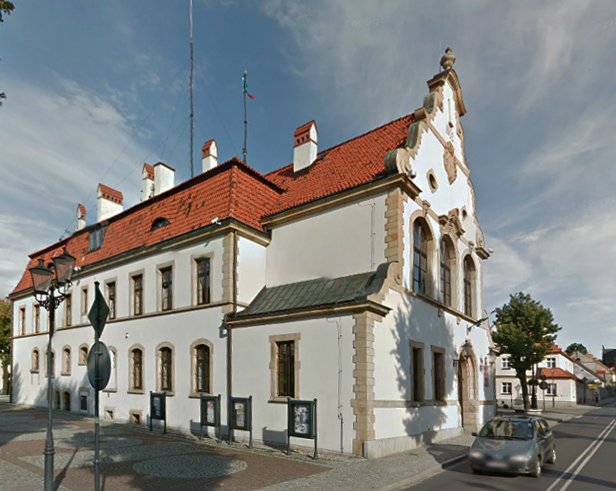
Rathaus in Festenberg (Niederschlesien)
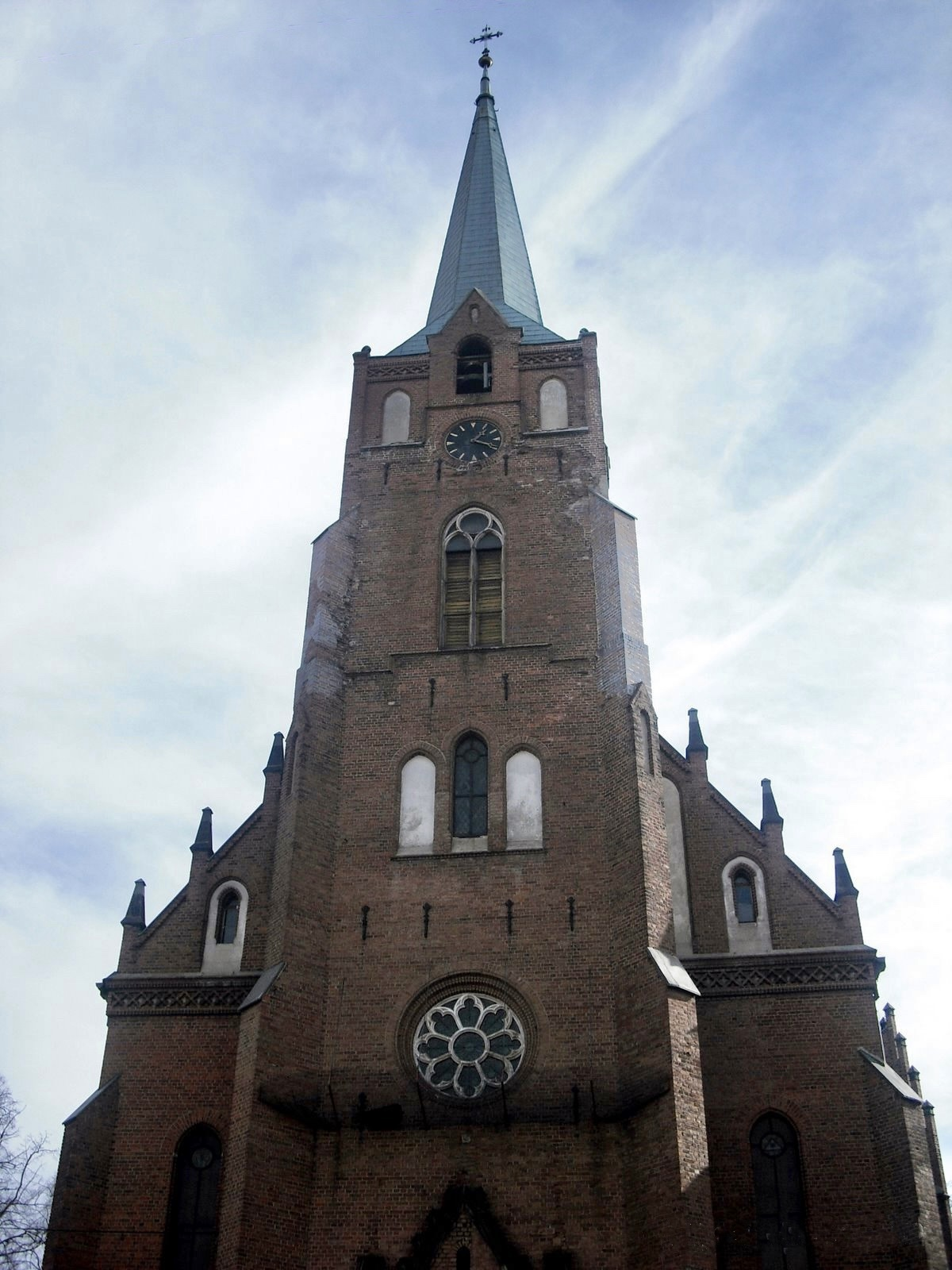
Maria-Hilf-Kirche
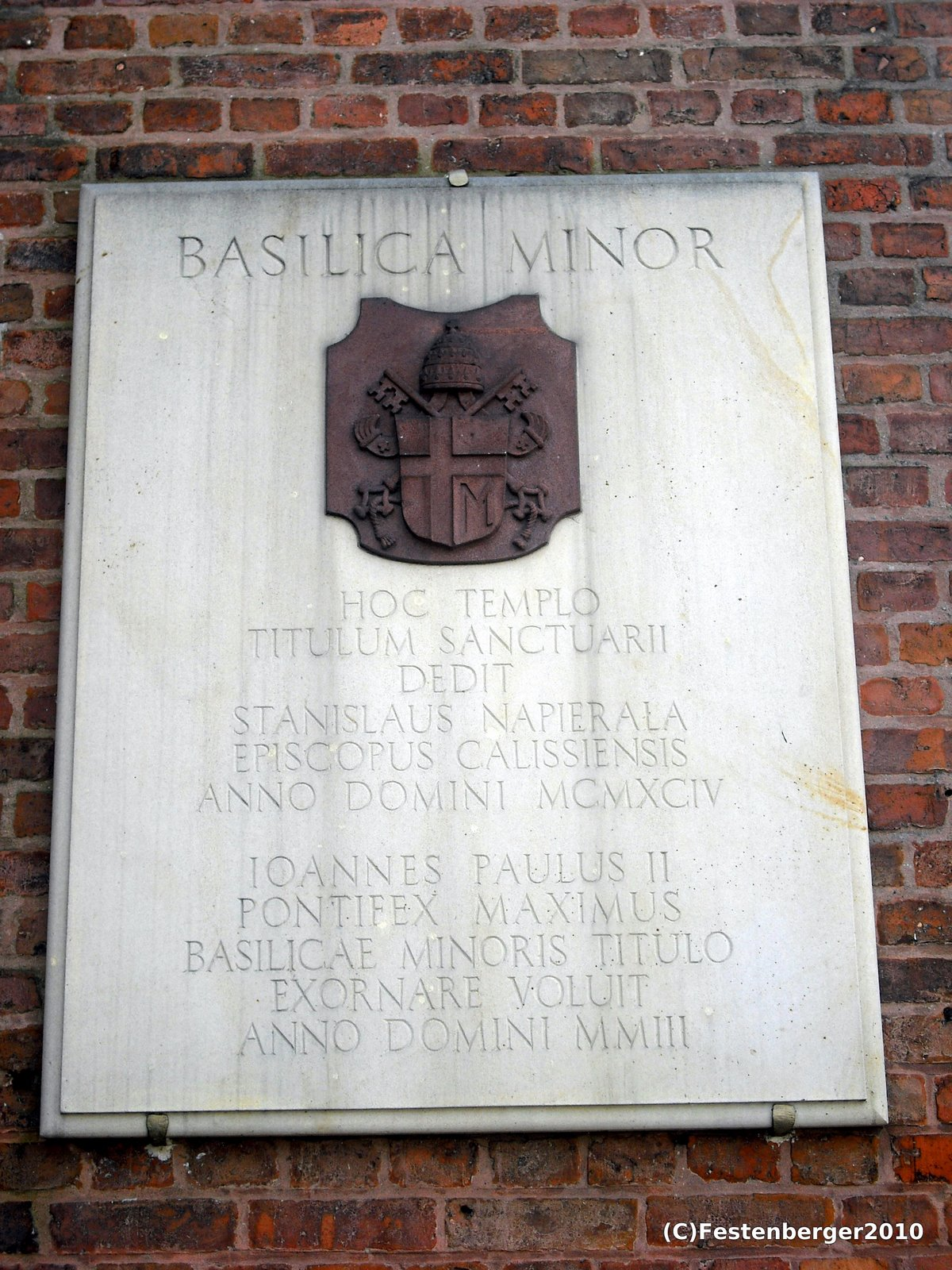
BASILICA MINOR

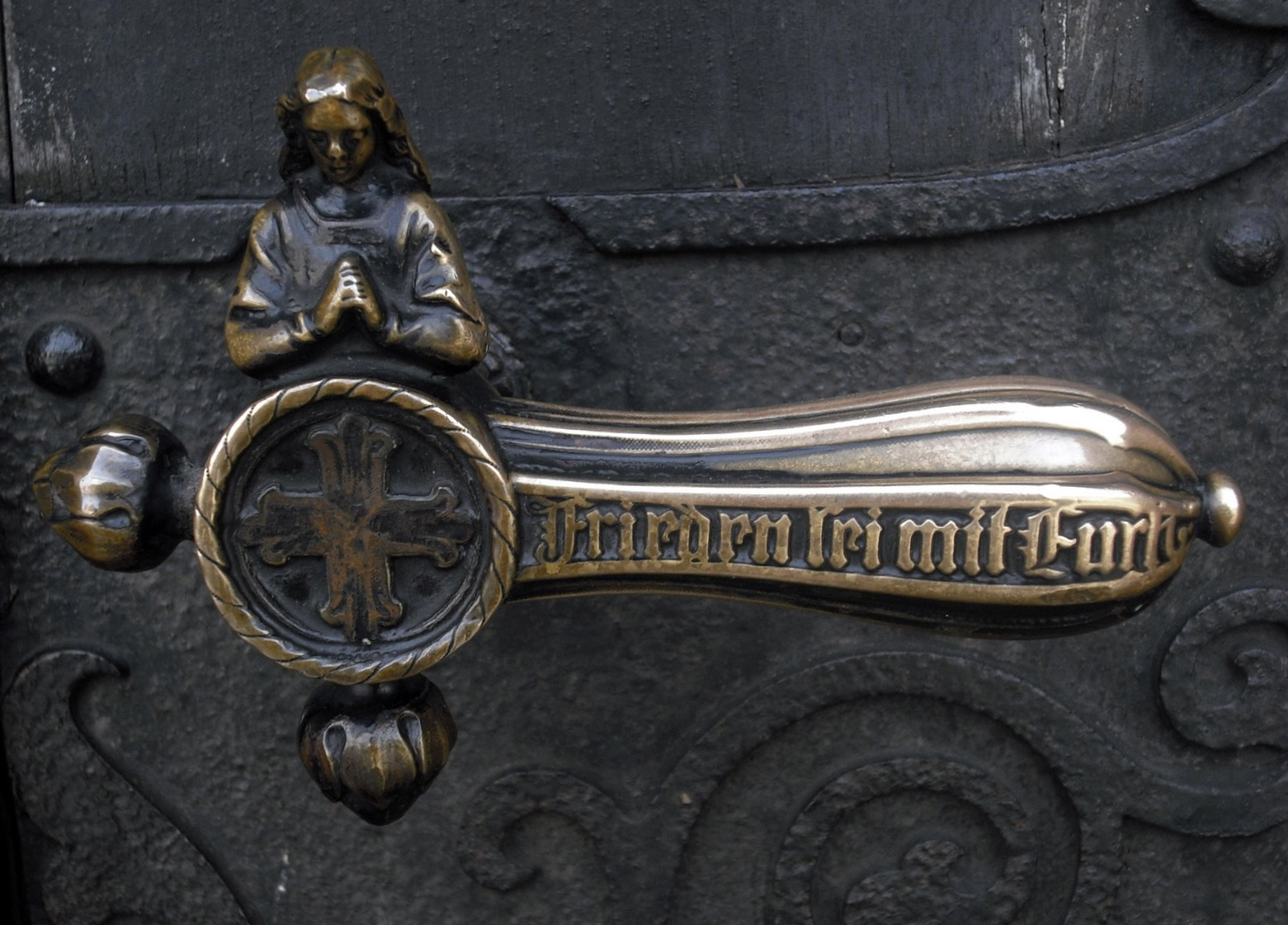
„Frieden Sei mit Euch“
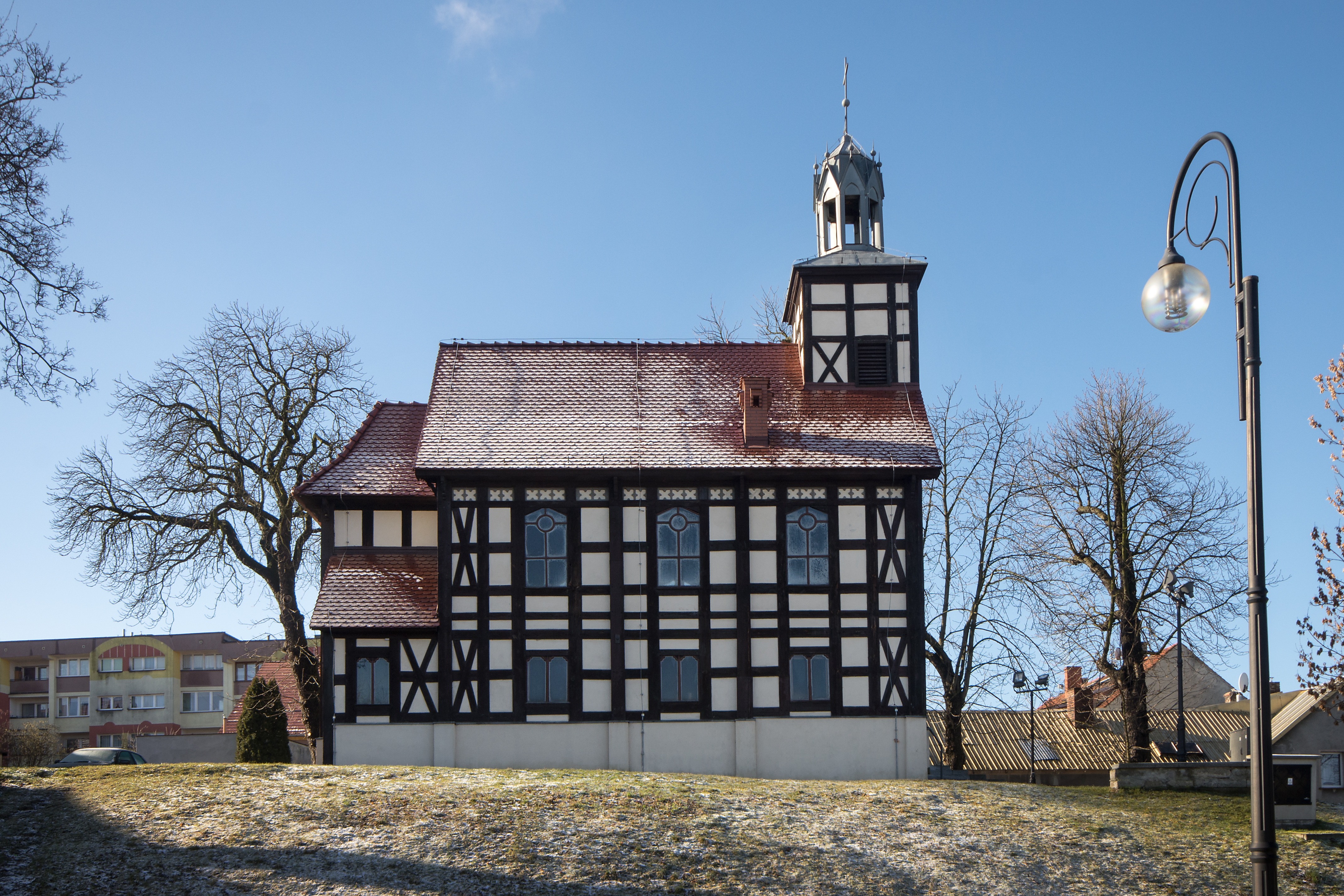
Kirche der hl. Dreifaltigkeit und St. Maria
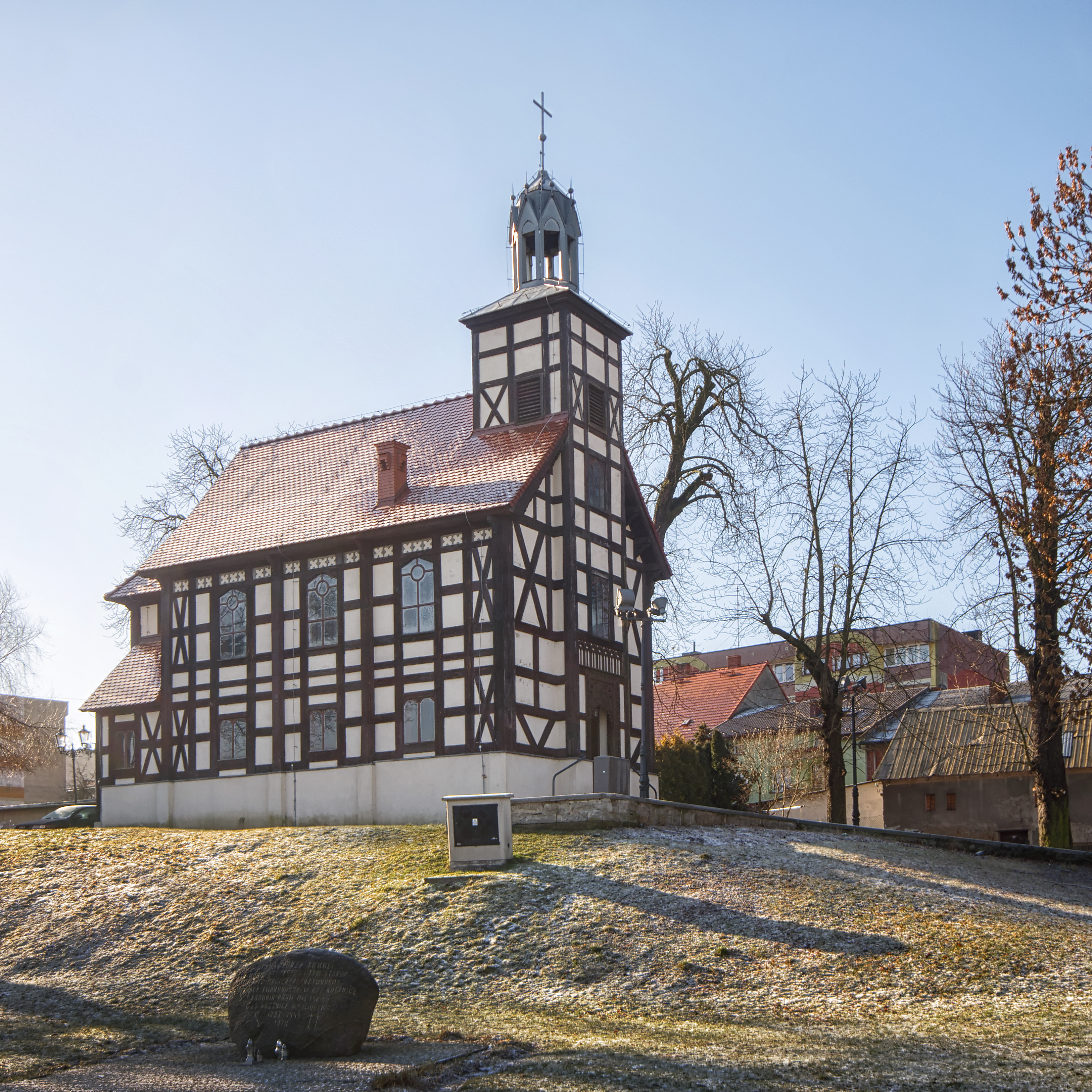
Kirche der hl. Dreifaltigkeit und St. Maria
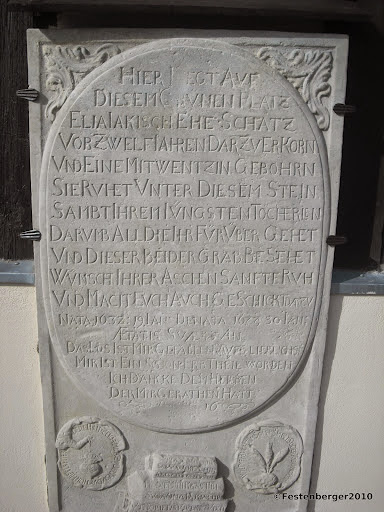
Kirche der hl. Dreifaltigkeit und St. Maria

## Söhne und Töchter der Stadt
- Gotthelf Ehrenfried Richter (1759–1826), preußischer Gutsbesitzer und Beamter
- Heinrich Leopold von Reichenbach-Goschütz (1768–1816), Generallandschaftspräsident von Schlesien
- Christoph von Reichenbach-Goschütz (1772–1845), preußischer Oberstleutnant und Träger des Pour le Mérite
- Julius Baron (1834–1898), Rechtswissenschaftler und Hochschullehrer
- Ludwig Laqueur (1839–1909), Augenarzt, Pionier der Glaukom-Operation
- Paul von Grützner (1847–1919), Physiologe, Universitätsprofessor
- Ruth Goetz, verehelichte Ruth von Schüching (1880–1965), Schriftstellerin, Journalistin und Drehbuchautorin
- Heinrich Graf von Reichenbach (* 1928), emeritierter Professor für Bodenkunde an der Universität Hannover
- Martin Pohl (1930–2007), Dichter und Schauspieler
- Dieter Sommer (* 1937), Fußballspieler und -trainer
- Hagen Kleinert (* 1941), Professor für Theoretische Physik an der Freien Universität Berlin.